# Ébolowa
Ébolowa är en regionhuvudort i Kamerun.   Den ligger i regionen Södra regionen, i den södra delen av landet, 110 km söder om huvudstaden Yaoundé. Ébolowa ligger 583 meter över havet och antalet invånare är 87 875.
Terrängen runt Ébolowa är platt söderut, men norrut är den kuperad. Trakten runt Ébolowa är glesbefolkad, med 18 invånare per kvadratkilometer. Det finns inga andra samhällen i närheten. I omgivningarna runt Ébolowa växer i huvudsak städsegrön lövskog.